# Neozimiris crinis
Espèce
Neozimiris crinis est une espèce d'araignées aranéomorphes de la famille des Prodidomidae.

## Distribution
Cette espèce est endémique de l'État d'Oaxaca au Mexique,. Elle se rencontre vers Santo Domingo Tehuantepec.

## Description
La femelle holotype mesure 3,38 mm.

## Systématique et taxinomie
Cette espèce a été décrite par Platnick et Shadab en 1976.

## Publication originale
- Platnick & Shadab, 1976 : « A revision of the spider genera Lygromma and Neozimiris (Araneae, Gnaphosidae). » American Museum novitates, no 2598, p. 1-23 (texte intégral).